# Franken-Akademie Schloss Schney

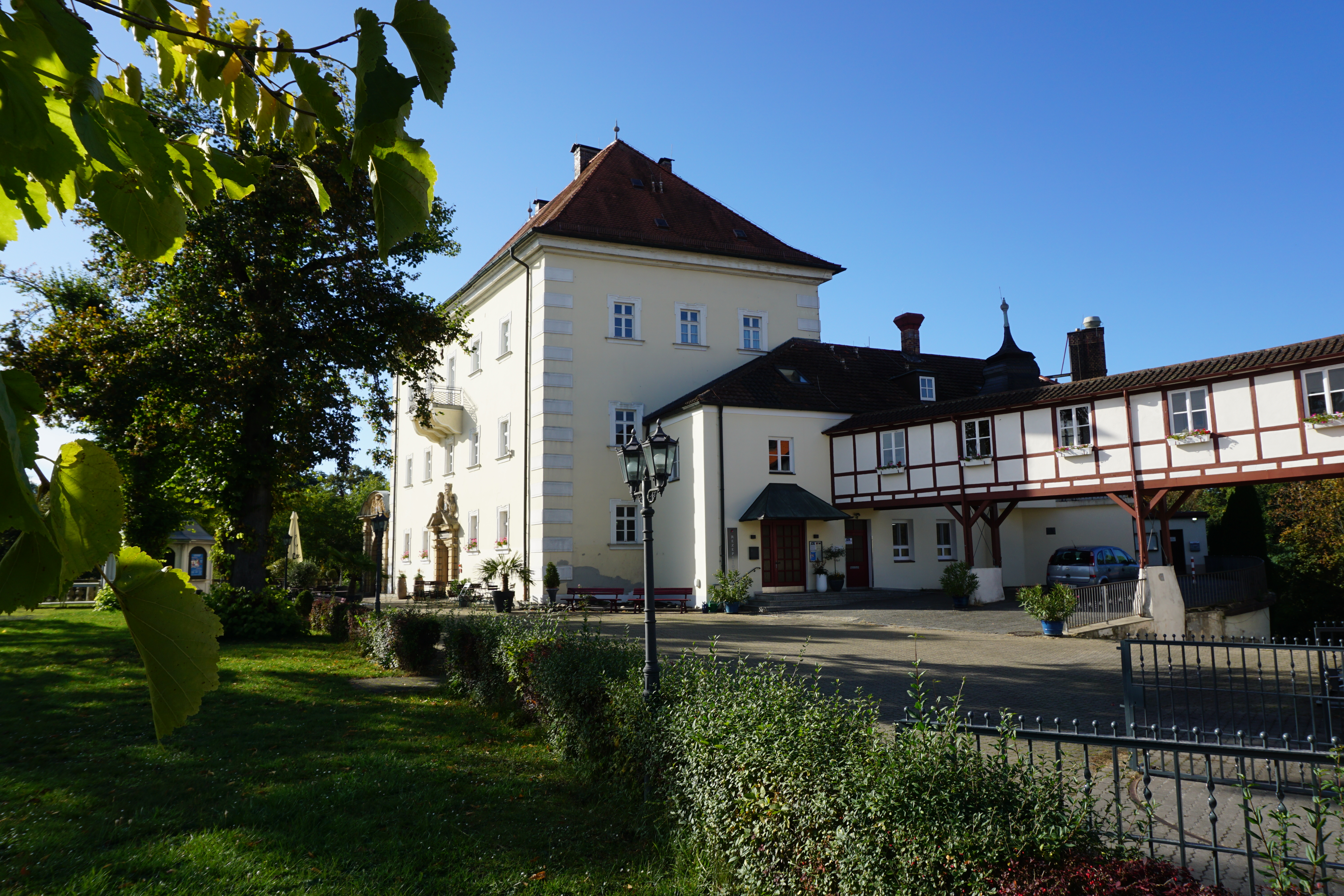
Die Franken-Akademie auf Schloss Schney

Die Franken-Akademie Schloss Schney ist ein seit 1951 bestehendes politisches Bildungs- und Tagungshaus in Lichtenfels. Die Akademie ist ein gemeinnütziger Verein und steht in freier Trägerschaft durch einen ehrenamtlich besetzten Vorstand.

## Geschichte
Vorgänger des heutigen Vereins war der im Jahr 1951 gegründete „Verein für Jugendpflege und Volksbildung auf Schloss Schney (VJV)“. Der Verein wurde gegründet, um das historische Schloss Schney einer sinnvollen Nutzung zuzuführen und seinen Bestand zu sichern. Anfangs diente das Schloss hauptsächlich als Heim für arbeitslose Jugendliche und als Erholungsort für Kinder der Arbeiterwohlfahrt. In den Jahren nach der Vereinsgründung baute der VJV seine politische Bildungsarbeit stetig weiter aus. Im Jahr 1956 fanden auf Schloss Schney die ersten Bildungsveranstaltungen statt. 1963 übernahm der Verein außerdem die vollständige Bewirtschaftung des Schlosses. 1995 benannte sich der VJV offiziell in „Franken-Akademie Schloss Schney e.V.“ um.

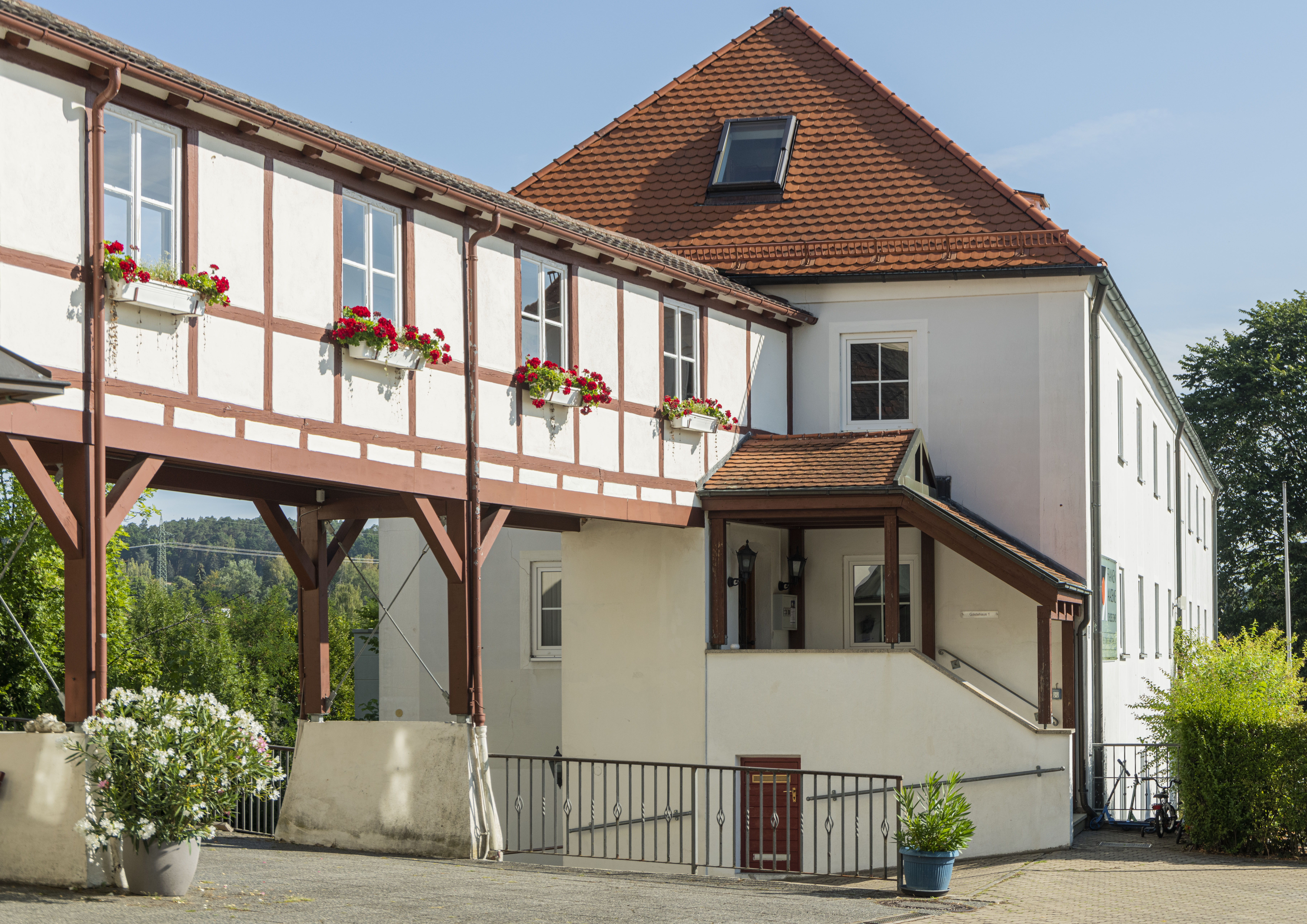
Gästehaus 1 mit Übergang zum Schlossgebäude

## Politische Bildung
Die Franken-Akademie bietet Seminare zu diversen politischen und gesellschaftlichen Themen an. Die Seminare stehen grundsätzlich allen interessierten Bürgerinnen und Bürgern offen. Das Angebot richtet sich traditionell an Vereine und Verbände der Zivilgesellschaft, aber auch an Schulklassen, politische Gruppen und interessierte Einzelpersonen. Des Weiteren organisiert die Akademie Exkursionen, Gedenkstättenfahrten und Bildungsreisen zu aktuellen und historisch relevanten Themen und Fragestellungen. Das Schloss dient außerdem als Tagungs- und Konferenzort für verschiedene gesellschaftliche Gruppierungen.

## Mitgliedschaften und Kooperationen
Die Franken-Akademie Schloss Schney ist Mitglied bei der Arbeitsgemeinschaft Demokratischer Bildungswerke (ADB) und beim Arbeitskreis deutscher Bildungsstätten (AdB). Außerdem kooperiert die Akademie im Rahmen des Netzwerks „Politische Bildung Bayern“ mit der Akademie Frankenwarte, dem Bayerischen Seminar für Politik, der Friedrich-Ebert-Stiftung und der Georg-von-Vollmar-Akademie.